# 安東尼·沃爾皮
安東尼·麥可·沃爾皮（英語：Anthony Michael Volpe，/vɒlpi/ VOLE-pee，2001年4月28日—），為美國職棒大聯盟的游擊手，目前效力於紐約洋基。

## 職業生涯
2023年，沃爾皮受邀參加大聯盟春訓。他和Oswald Peraza一同競爭游擊手先發位置，最後由沃爾皮成功拿下，並獲選為開幕戰先發游擊手。
2023年3月30日，沃爾皮登上大聯盟，他成為隊史自1996年的德瑞克·基特後，最年輕入選開幕戰先發名單的選手。4月1日，沃爾皮敲出大聯盟首安。
之後，沃爾皮成為大聯盟自1901年來首位生涯前三場比賽都有盜壘成功的選手。4月14日，他以首局首打席全壘打達成生涯首轟，為隊史自1959年的鮑比·理查森後首位。
沃爾皮在生涯前10次盜壘嘗試全數成功，5月10日，他敲出生涯首發滿貫砲。 5月13日，他將連續盜壘成功次數推進到13次，寫下洋基隊史新紀錄，超越喬·迪馬喬的生涯開始連續12次盜壘成功舊紀錄。6月21日，沃爾皮完成10轟15盜，為洋基隊史第四位在新秀賽季達成此成績的球員。

## 外部連結
- 球員資訊和成績在MLB，ESPN，Baseball-Reference，Fangraphs（英文）